# Romanillos de Atienza
Romanillos de Atienza ist ein Ort und eine Gemeinde (municipio) mit 33 Einwohnern (Stand: 2024) im westlichen Zentrum der Provinz Guadalajara in der Autonomen Gemeinschaft Kastilien-La Mancha. 

## Lage und Klima
Romanillos de Atienza liegt in einer Höhe von ca. 1105 m in der Kulturlandschaft der Serranía. Die Entfernung zur südsüdwestlich gelegenen Provinzhauptstadt Guadalajara beträgt ca. 58 Kilometer (Fahrtstrecke). Das Klima ist gemäßigt bis warm; Regen (553 mm/Jahr) fällt übers Jahr verteilt.

## Bevölkerungsentwicklung
| Jahr      | 1970 | 1981 | 1991 | 2001 | 2011 | 2021 |
| Einwohner | 175  | 118  | 75   | 54   | 50   | 34   |

## Sehenswürdigkeiten

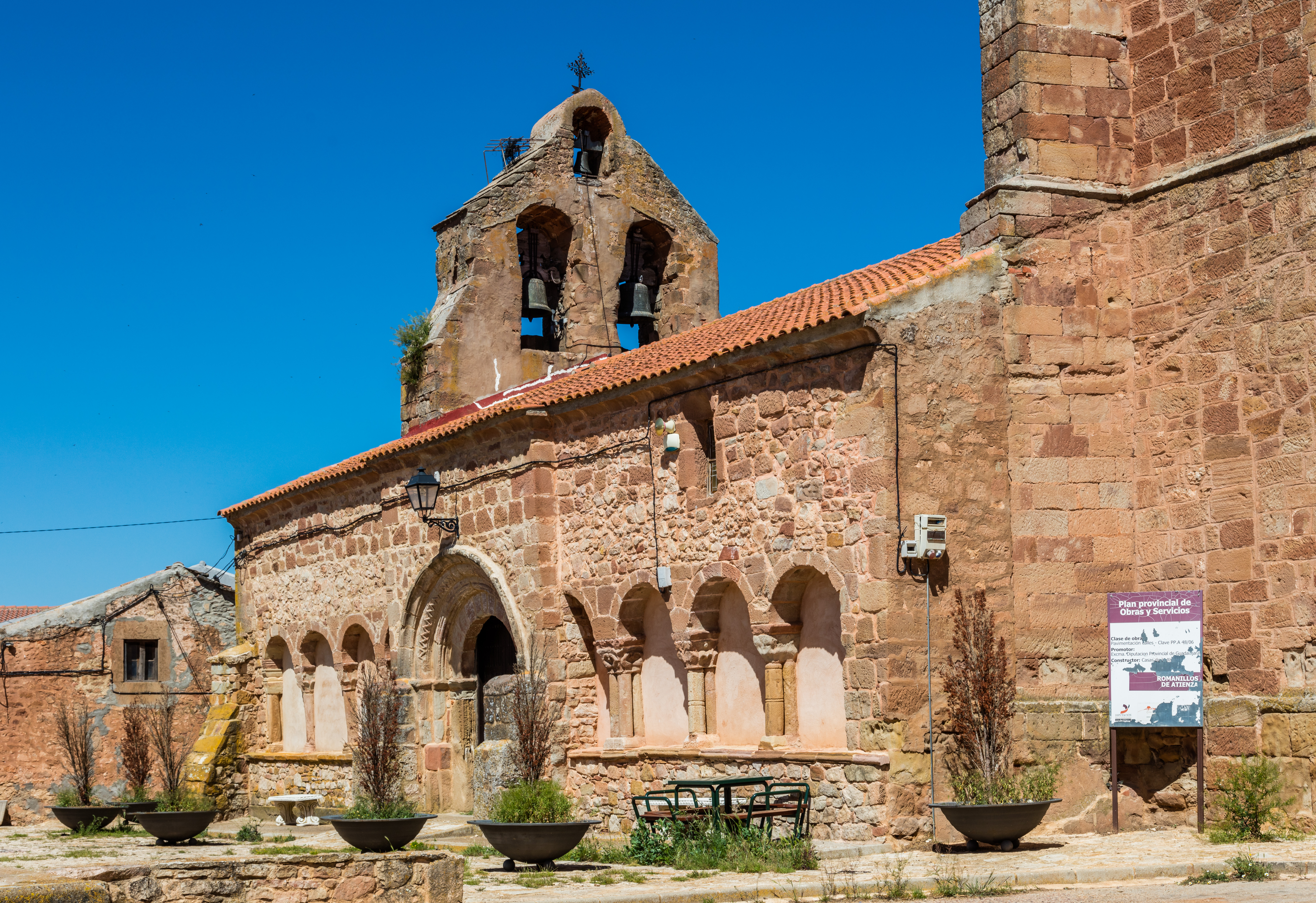
Andreaskirche

- Andreaskirche